# Любашенко, Сергей Яковлевич
Сергей Яковлевич Любаше́нко (1908—1981) — советский ветеринар.

## Биография
Окончил с отличием Харьковский ветеринарный институт (1931) и его аспирантуру при кафедре микробиологии и эпизоотологии. В 1939 году защитил кандидатскую, в 1947 году — докторскую диссертацию (тема «Лептоспироз животных (инфекционная желтуха)». Профессор (1948). Член ВКП(б) с 1939 года. Участник Великой Отечественной войны с июля 1941 год. Был дважды тяжело ранен.
Зав. кафедрой микробиологии Московского технологического института мясной и молочной промышленности (ныне — Московский государственный университет пищевых производств). Также работал в НИИ пушного звероводства и кролиководства.
В 1940 году впервые в СССР изготовил вакцину для профилактики лептоспироза пушных зверей и домашних животных.

## Награды и премии
- орден Отечественной войны II степени (29.9.1944)
- орден Красной Звезды (30.4.1944)
- медаль «За боевые заслуги» (13.6.1942)
- Сталинская премия третьей степени (1947) — за изобретение и внедрение в практику высокоэффективных биопрепаратов против лептоспироза пушных зверей и с/х животных
- заслуженный деятель науки РСФСР (1970)
- медали ВДНХ

## Автор книг
- Болезни пушных зверей / С. Я. Любашенко. — М. : Сельхозиздат, 1962. — 216 с.
- Лептоспироз животных [Текст] : (инфекционная желтуха) / С. Я. Любашенко ; Центральная научно-исследовательская лаборатория пушного звероводства Министерства внешней торговли СССР. — Москва : Международная книга, 1948. — 179 с.